# Lollardzi

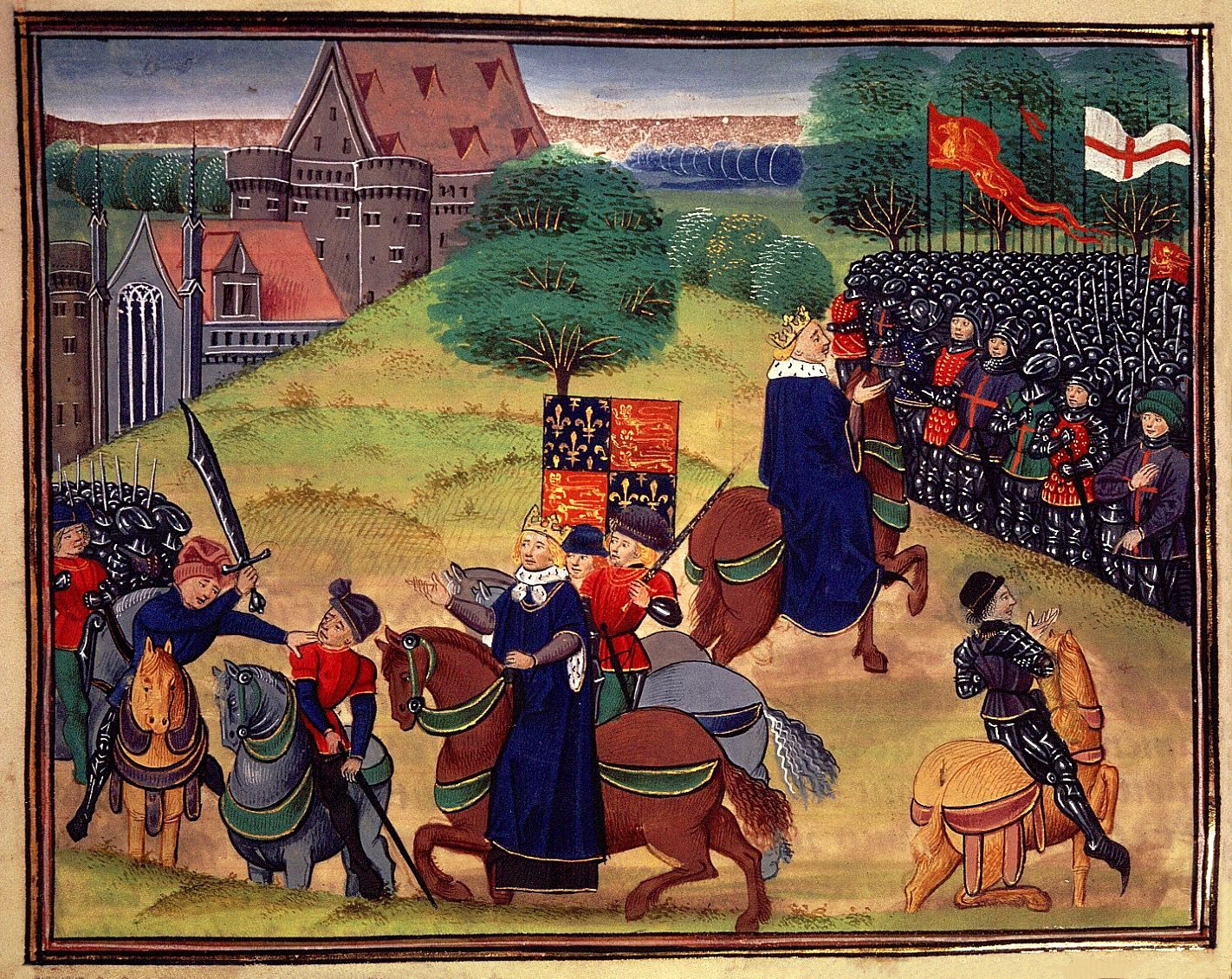
Śmierć Wata Tylera.

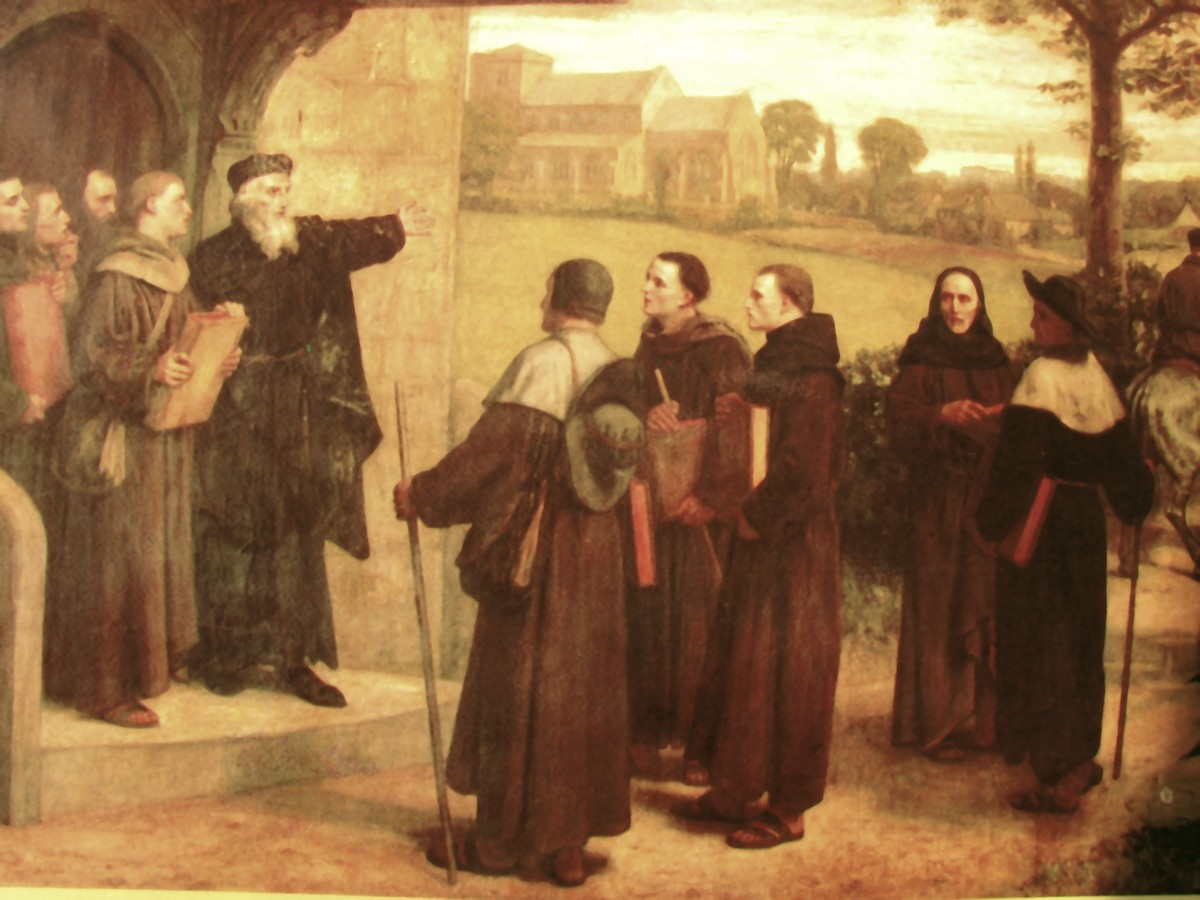
John Wycliffe wśród lollardów.

Lollardzi, lollardowie – członkowie ruchu plebejsko-religijnego w Anglii i Szkocji w XIV i XV w., powstałego pod wpływem nauk Jana Wiklefa, stanowiący przejaw opozycji wobec Kościoła. Lollardzi występowali przeciwko nadużyciom kleru i celibatowi księży, a popierali likwidację majątków kościelnych. 
Nazwa lollardzi wywodzi się z języka średnioholenderskiego, gdzie lollen oznaczało mamrotać. 
Przywódcami tego ruchu byli wędrowni kaznodzieje i biedniejsi księża, jak John Ball. W swych wystąpieniach głośno i po cichu (stąd nazwa ruchu) nawoływali do równości społecznej, do likwidacji wielkich latyfundiów i majątków (zwłaszcza kościelnych), do ukrócenia samowoli urzędników i zamiany pańszczyzny na dzierżawę ziemi, czyli czynsz.
W roku 1381 wywołali w Anglii groźne powstanie chłopów, którego przywódcami byli m.in. Wat Tyler, John Straw i John Ball (wcześniej uwolniony z więzienia). Po początkowych sukcesach, kiedy to uzyskano od króla Ryszarda II obietnice zniesienie poddaństwa i obniżenie czynszu do 4 pensów z akra oraz wolnego handlu chłopów w miastach, powstanie zostało krwawo stłumione. Hasła lollardów pozostały żywe po wiek XVI, kiedy to umożliwiły reformację na Wyspach.

## Wierzenia
Lollardzi nie posiadali oficjalnej doktryny, jak również nie posiadali jednego autorytetu centralnego. Wierząc, że Kościół katolicki w wielu sprawach uległ zanieczyszczeniu, sięgali oni do Pisma Świętego w poszukiwaniu podstaw wiary. W lutym 1395 roku jedna z grup lollardów zamieściła na drzwiach Westminster Hall dwanaście konkluzji. Konkluzje te pokazują niektóre podstawowe założenia ruchu, choć lollardzi byli ruchem zdecentralizowanym. Pierwsza konkluzja odrzucała gromadzenie bogactw przez liderów kościoła. Czwarta konkluzja dotyczyła Sakramentu Eucharystii. Kwestia, czy chleb pozostaje chlebem, czy zmienia się w rzeczywiste ciało Chrystusa, nie jest według lollardów jednoznacznie wytłumaczona w Ewangeliach. Ósma konkluzja przeciwstawiała się oddawaniu czci „świętym” wizerunkom: Jeśli krzyż Chrystusa, gwoździe, włócznia i korona cierniowa mają być wielbione, to czemu nie wielbić ust Judasza, jeśli tylko mogłyby być one znalezione? (ang. If the cross of Christ, the nails, spear, and crown of thorns are to be honoured, then why not honour Judas's lips, if only they could be found?).